# Quo vado?
Quo vado? (en España: Un italiano en Noruega, en Argentina: ¡No renuncio!) es una película italiana de 2016 dirigida por Gennaro Nunziante y protagonizada por Checco Zalone.
La cuarta película protagonizada por Zalone después de Cado dalle nubi, Che bella giornata y Sole a catinelle, en poco más de un mes y medio en cines recaudó 65,3 millones de euros, a punto de casi superar el récord de 65,7 millones de euros de Avatar, y superando el número de espectadores de Sole a catinelle (unos 8 millones), habiendo registrado más de 9,3 millones de espectadores.

## Argumento
Checco Zalone es un niño de Apulia que se dio cuenta de todas las expectativas que tenía de su vida: siempre quiso vivir con sus padres para evitar la costosa independencia y logró hacerlo; nunca quiso casarse, sino comprometerse eternamente para evitar las responsabilidades del matrimonio, y lo hizo; siempre soñó con un trabajo seguro y consiguió un puesto fijo en la administración provincial de caza y pesca, donde sellaba las licencias de cazadores y pescadores.
De esta manera, Checco afronta una vida que es la envidia de todos. Un día, sin embargo, todo cambia: en 2015, el gobierno lanza la reforma de la administración pública, una reforma que tiene un componente fundamental en el deseo de ahorrar en puestos fijos, eliminando muchos de ellos. Convocado al ministerio por la despiadada directora Sironi, Checco se enfrenta a una difícil elección: dejar un trabajo permanente o trasladarse para mantenerlo y alejarse de casa. Para Checco el puesto fijo es sagrado, así que acepta el traslado.
Para convencerlo de que renuncie, la directora Sironi lo traslada de un lugar de Italia para que desempeñe las labores funcionariales más improbables, distantes y peligrosas, pero Checco se instala en cada lugar y lo soporta todo, pidiendo consejo a un senador y no cediendo a los ofrecimientos pecuniarios cada vez más elevados de Sironi.
Sironi, cansada y enfurecida, para hacerle dimitir, lo traslada entonces al remoto archipiélago de Svalbard, en Noruega, a una base científica italiana, con la tarea de defender a los investigadores de los ataques de los osos polares. Precisamente cuando está a punto de dejar su amado puesto fijo, Checco conoce a Valeria Nobili, una investigadora que trabaja allí y se enamora de ella.
Checco se adapta al civismo y las costumbres noruegas, y permanece allí hasta que decide volver a Italia, devastado por el invierno noruego. Entonces Sironi, presionada por el ministro, lo trasladó a Calabria. Checco se instaló allí inmediatamente, trajo a Valeria y los hijos de esta con él y fundó junto a ella una clínica de animales, que duró poco. Sin fondos, Valeria decidió volver a emigrar con sus hijos.
En ese momento, sin embargo, las vicisitudes de Checco terminaron: Sironi, culpable de no haber logrado el despido de Checco, fue trasladada a Bolzano, mientras que el protagonista volvió a trabajar en la oficina de caza y pesca de su provincia en Apulia, ahora denominada "ciudad metropolitana". En ese momento, sin embargo, Checco recibe una llamada de Valeria, quien le informa que está en África y embarazada de una hija de la que Checco es padre.
Checco logra llegar hasta el hospital en el que está Valeria tras encontrarse con una tribu de nativos y contarle toda su historia para convencer al jefe de la tribu de que le dejara continuar su viaje. Después de haber abrazado a la niña, a quien llaman Ines (nacido en un hospital de campaña donde falta todo, incluso las vacunas básicas), Checco decide finalmente renunciar a su querido puesto fijo, siempre y cuando Sironi le pague una indemnización de 50000 euros, pero Sironi solo puede ofrecerle 35000. Checco propone entonces que la Sironi le añada la cantidad que le falta: acepta y firma un segundo cheque personal con ira. Checco usa la indemnización para comprar un suministro de vacunas y medicamentos para el hospital. Los médicos y enfermeras hacen un vídeo de acción de gracias para Sironi que, regresando a Roma, lo ve un momento antes de volver a su puesto y se conmueve, mostrando a su personal que ella también es buena. Checco decide seguir ayudando a Valeria como veterinario de animales de la sabana y en proyectos humanitarios.